# رودريغو دو ناسيمنتو
رودريغو دو ناسيمنتو هو منافس ألعاب قوى برازيلي، ولد في 26 سبتمبر 1994 في إتاخايي في البرازيل.

## وصلات خارجية
- رودريغو دو ناسيمنتو على موقع الاتحاد الدولي لألعاب القوى (الإنجليزية)
- رودريغو دو ناسيمنتو على موقع اللجنة الأولمبية الدولية (الإنجليزية)
- رودريغو دو ناسيمنتو على موقع أوليمبيديا (الإنجليزية)